# Бакхіда
Бакхіда (також Вакхіда, Вакхіс) — грецька гетера, яка жила у IV столітті до н. е. Вона славилася не тільки своєю вродою, а й позитивними людськими якостями: була щедрою, відданою, незаздрісною. Саме тому Бакхіда вважається прототипом «хорошої куртизанки».
Згідно зі свідченнями Феопомпа, Бакхіда спочатку була рабинею гетери Синопи. Після звільнення купила і вже сама виховувала іншу гетеру, Піфіоніку, майбутню коханку Гарпала.
Існувала велика кількість історій, пов'язаних з Бакхідою. Одна з них розповідає про її регулярного клієнта, який закохався в іншу гетеру на ім'я Плангон з Мілету. Коли Плангон забажала отримати в оплату своїх послуг намисто суперниці, Бакхіда пожаліла хлопця і віддала йому прикрасу, що своєю чергою розчулило Плангон і та повернула намисто власниці.
Бакхіда виступає дійовою особою в кількох популярних виставах, серед них твори Епігена та Сопатра з Факоса. Також вона фігурує у «Листах гетер» Алкіфрона.